# Peixe-ventosa-de-bigode
O peixe-ventosa-de-bigode (nome científico: Gobiesox barbatulus), também chamado pregador, é um peixe gobiesociforme da família dos gobioesocídeos (Gobiesocidae) ou peixes-ventosas, endêmico de zonas costeiras da América Central e América do Sul, no Oceano Atlântico.

## Etimologia
O nome genérico Gobiesox é formado a partir do latim gobius, que significa "góbio" (um pequeno peixe de água doce), e Esox, antigo nome usado para o "lúcio".

## Taxonomia
O peixe-ventosa-de-bigode foi descrito pela primeira vez por Edwin Chapin Starks em 1913. Faz parte da família dos gobioesocídeos (Gobiesocidae) e da subfamília dos gobiesocíneos (Gobiesocinae). É uma das espécies que compõem o gênero Gobiesox.

## Descrição
O peixe-ventosa-de-bigode tem forma de girino, apresenta cabeça larga e deprimida, com papilas bem desenvolvidas semelhantes a barbilhos. Há papilas no centro do lábio superior, mas nenhuma acima deste, enquanto barbilhos são evidentes abaixo e à frente dos olhos. As narinas frontais possuem uma grande aba franjada. O lábio superior é largo, sendo muito mais amplo na região frontal do que nas laterais. A maxila superior apresenta uma região anterior com dentes cônicos profundos, além de caninos ou dentes cônicos nas laterais. A maxila inferior exibe duas fileiras de dentes, sendo a externa maior, com um a três incisivos arredondados e pontiagudos na frente, seguidos por uma fileira de caninos curvos ao longo das laterais. A coloração do corpo e da cabeça é caracterizada por diversas listras curtas e escuras, com aproximadamente 12 linhas irradiando de cima, atrás e abaixo dos olhos. As nadadeiras dorsal, anal e caudal são escuras, especialmente nas proximidades das bordas, com margens externas claras. O comprimento máximo registrado é de 5,4 centímetros.
O peixe-ventosa-de-bigode possui uma única nadadeira dorsal localizada posteriormente, sem espinhos e com 10 a 12 raios moles. A nadadeira anal, com 8 a 9 raios, é semelhante em forma e posição à dorsal, estando situada logo abaixo dela. As nadadeiras peitorais possuem de 22 a 27 raios e incluem uma grande almofada carnuda com borda posterior livre na base, cuja extremidade superior alcança o nível da inserção da membrana branquial superior. A ventosa é grande, com papilas dispostas anteriormente (formando uma faixa larga com 7 a 10 fileiras de profundidade), ao centro (duas manchas bem espaçadas com 3 a 5 fileiras longitudinais de papilas cada) e posteriormente. O ânus geralmente se localiza a meio caminho entre a origem da ventosa e o início da nadadeira anal, mas pode variar, ficando mais próximo de uma dessas estruturas. A pele é desprovida de escamas, e a linha lateral está presente apenas na forma de poros na cabeça.

## Distribuição
O peixe-ventosa-de-bigode ocorre no Atlântico Ocidental, na costa de Belize, Venezuela e Guianas (Guiana, Suriname e Guiana Francesa) até o Brasil. No Brasil, a espécie foi registrada nos litorais do Pará, Maranhão, Ceará, Bahia, Rio Grande do Norte (no Recife da Risca do Zumbi), Espírito Santo, Rio de Janeiro, São Paulo, Paraná e Santa Catarina. Sua ocorrência abrange os biomas da Amazônia e Mata Atlântica. Seu habitat típico inclui áreas de manguezais rochosos e zonas intermareais, em águas salobras, até um metro abaixo do nível do mar.

## Ecologia
O peixe-ventosa-de-bigode apresenta atividade alimentar predominantemente noturna, permanecendo durante o dia estacionário e aderido à parte inferior de pedras. Sua alimentação é baseada em estratégias de espreita e consumo de material particulado. Sua dieta inclui uma variedade de organismos bentônicos móveis, refletindo seu hábito carnívoro de forrageamento no substrato. Entre os principais itens alimentares estão gastrópodes e bivalves bentônicos móveis, vermes bentônicos móveis, peixes ósseos e crustáceos bentônicos móveis, como camarões e caranguejos. Além desses componentes, também são consumidos detritos orgânicos presentes no ambiente.
A época reprodutiva do peixe-ventosa-de-bigode ocorre entre o final da primavera e o início do verão, período em que a espécie deposita cerca de dois mil ovos adesivos, com aproximadamente um milímetro de diâmetro cada, organizados numa única camada na parte inferior de pedras. A espécie apresenta mais de uma desova por estação reprodutiva, podendo conter ovos em diferentes estágios de desenvolvimento simultaneamente. Como forma de cuidado parental, realiza ventilação, limpeza e guarda dos ovos.

## Conservação
A União Internacional para a Conservação da Natureza (UICN) classifica o peixe-ventosa-de-bigode como uma espécie pouco preocupante (LC), pois está amplamente distribuído e abundante localmente, ocorrendo em poças de maré rochosas. Pode ser afetado pelo desenvolvimento costeiro e poluição, mas essas ameaças não colocam risco à sua conservação. Em 2018, foi classificada como pouco preocupante (LC) no Livro Vermelho da Fauna Brasileira Ameaçada de Extinção do Instituto Chico Mendes de Conservação da Biodiversidade (ICMBio). Existem poucas informações disponíveis sobre o tamanho populacional do peixe-ventosa-de-bigode. Em estudo realizado em duas praias de Santa Catarina, a Praia Vermelha e São Roque, Barreiros et al. (2004) relataram que a espécie foi uma das mais abundantes, com registros de 107 e 19 indivíduos, respectivamente. A tendência populacional é desconhecida, assim como a possível contribuição de populações estrangeiras para a manutenção das populações brasileiras.
Em sua área de distribuição, o peixe-ventosa-de-bigode está presente em algumas áreas de conservação: o Parque Nacional de Jericoacoara (PARNA Jericoacoara), o Parque Nacional de Saint-Hilaire/Lange (PARNA Saint-Hilaire/Lange), a Reserva Extrativista Marinha do Arraial do Cabo (Resex Arraial do Cabo), a Reserva Extrativista Mãe Grande de Curuçá (Resex Mãe Grande de Curuçá), a Área de Proteção Ambiental Marinha do Litoral Norte (APA Marinha do Litoral Norte), a Área de Proteção Ambiental de Upaon-Açu-Miritiba-Alto Preguiças (APA Upaon-Açu-Miritiba-Alto Preguiças), a Área de Proteção Ambiental de Guaratuba (APA de Guaratuba) e a Área de Proteção Ambiental Baía das Tartarugas (APA Baía das Tartarugas).